# St. Peter Stiftskeller
St. Peter Stiftskeller – lokal gastronomiczny zlokalizowany wewnątrz murów klasztoru św. Piotra, w Salzburgu, w Austrii.  Zgodnie z prawdopodobną pisemną wzmianką uczonego Alkuina o tym lokalu z 803 roku, jest on najstarszą restauracją w Europie Środkowej.

## Barocksaal
W St. Peter Stiftskeller regularnie odbywają się Mozart Dinner Concerts (mozartowskie koncerty obiadowe). Barokowa sala (Barocksaal) jest jedną z ostatnich sal koncertowych w Salzburgu, gdzie dozwolone jest świecenie prawdziwymi świeczkami. W lokalu stołowała się rodzina Wolfganga Amadeusza Mozarta. W „pokoju Haydna” (Haydn-Zimmer) mieszkał kompozytor Michael Haydn, a także wykonywał tam muzykę.